# Liste geflügelter Worte/Y

## Yabba Dabba Doo!

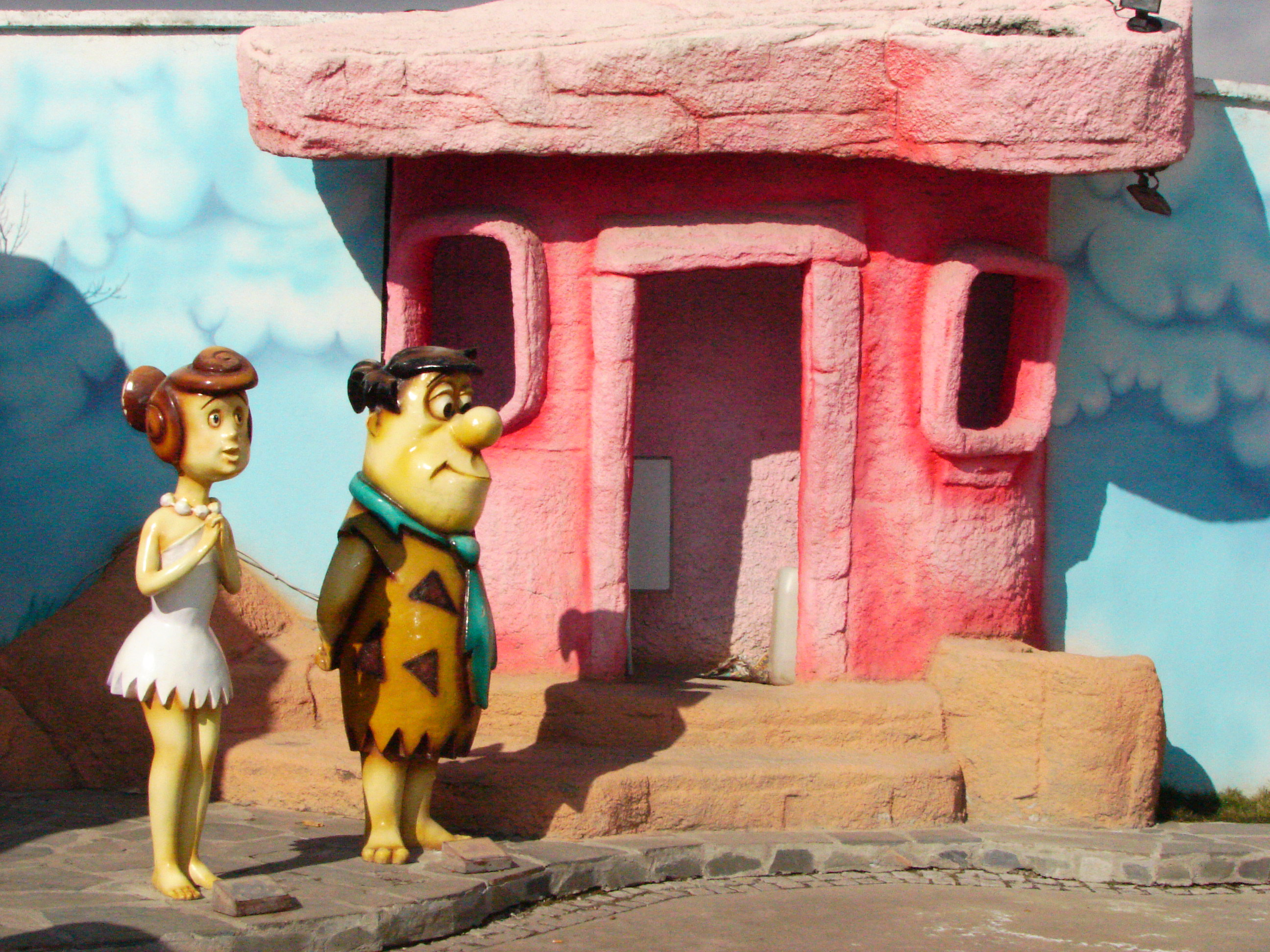
Wilma und Fred Feuerstein

Yabba Dabba Doo! ist ein geflügeltes Wort der amerikanischen Umgangssprache. Der Ausruf dient zumeist dazu, Gefühlen der Freude Ausdruck zu verleihen.
Der Begriff hat seinen Ursprung in der US-amerikanischen Zeichentrickserie Familie Feuerstein (englisch: The Flintstones) aus den 1960er Jahren. Dort wurde er als routinemäßig wiederkehrender Markenspruch des Steinzeitmannes Fred Feuerstein eingebaut. Dieser war eine der Hauptfiguren der Serie und benutzte den Ausruf immer, wenn er sich besonders freute.
Bei der Aufnahme der Synchronstimmen für die erste Staffel der Flintstones zeigte sich der Schauspieler Alan Reed, die Synchronstimme für den Fred Feuerstein, unzufrieden mit einer Drehbuchstelle, in der seine Figur zum Ausdruck der Freude „yahoo“ ausrufen sollte. Auf Reeds Hinweis, dass dieser Ausruf nicht zu Fred passe, habe der Produzent Josef Barbera ihn gefragt, was Fred Feuerstein stattdessen ausrufen solle, um seine Begeisterung auszudrücken. Reed antwortete:
„Ich weiß nicht, wie wärs denn mit yabba dabba doo?“

## Yankee Doodle

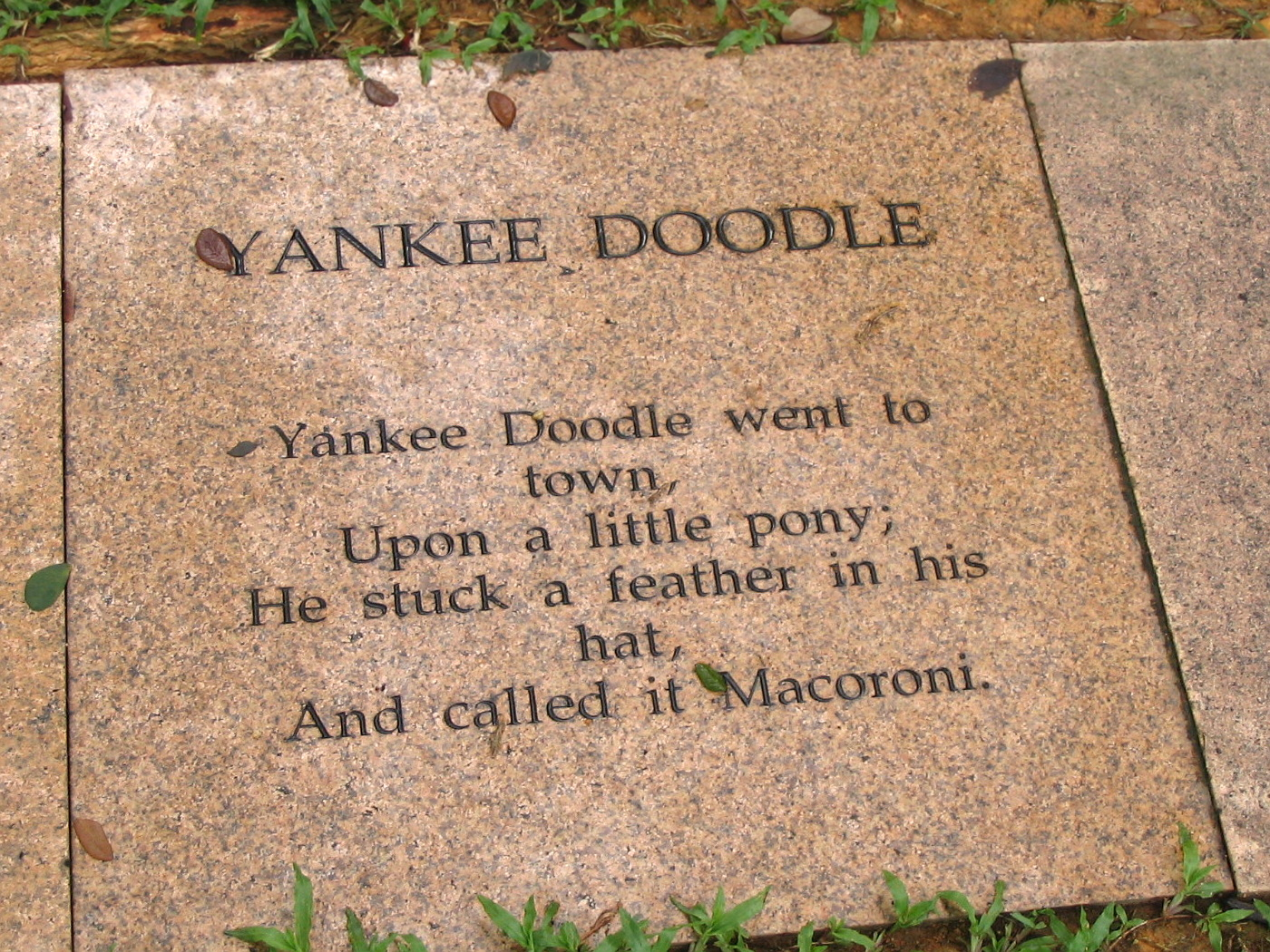
Gedenktafel

Yankee Doodle ist der Titel eines bekannten US-amerikanischen Liedes, dessen erste Strophe, die heute meist gesungen wird, so lautet:
„Yankee Doodle went to town,
A-riding on a pony;
Stuck a feather in his hat,
And called it macaroni.“
Ursprünglich handelte es sich um ein Spottlied britischer Offiziere, um die ihnen untergebenen, in ihren Augen undisziplinierten Yankees zu verhöhnen, mit denen sie gemeinsam im Franzosen- und Indianerkrieg kämpften. Bereits im Amerikanischen Unabhängigkeitskrieg nahmen die Einwohner der USA das Lied auf und gaben ihm eine positive Bewertung.
Der Ausdruck Yankee ist ursprünglich ein Schmähbegriff der Bewohner der Südstaaten für einen Nordstaatler. Seinen Ursprung hat er wahrscheinlich im Kosewort Jan Käs (dt. Hans Käse), der in New York für die holländischen Einwanderer gebraucht wurde.

## Yes we can.

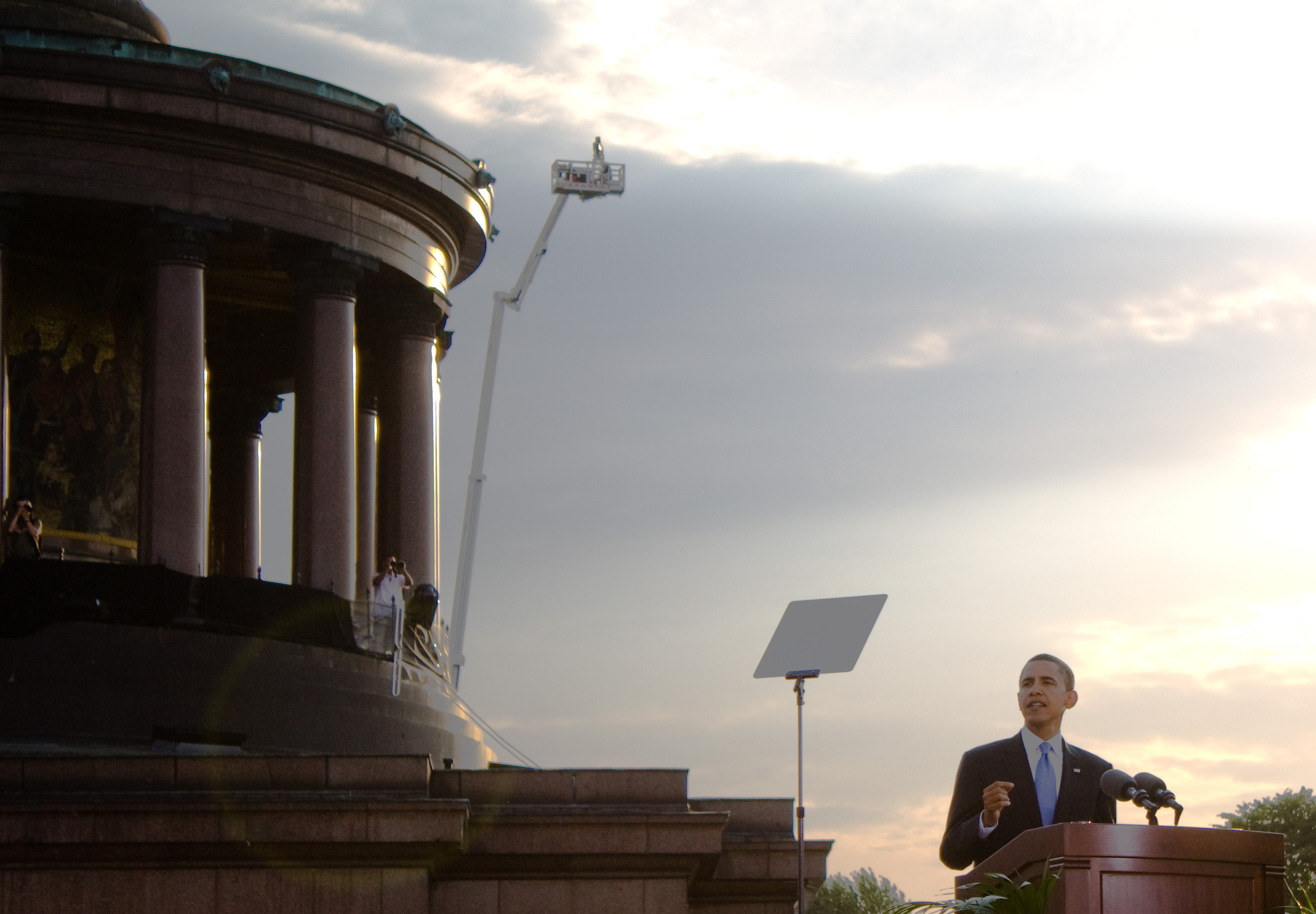
Barack Obama in Berlin

Yes We Can (Ja, wir schaffen es.) ist ein Lied, das durch eine Rede des demokratischen Präsidentschaftskandidaten Barack Obama nach der Vorwahl im US-Bundesstaat New Hampshire am 8. Januar 2008 inspiriert wurde. Das Lied beginnt mit den folgenden Versen:
„It was a creed written into the founding documents that declared the destiny of a nation.
Yes we can.
It was whispered by slaves and abolitionists as they blazed a trail toward freedom.
Yes we can.“
Obamas Wahlkampfslogan hat sein Vorbild in dem gewerkschaftlichen Kampfruf Yes we can, den 1972 die Landarbeiter-Gewerkschafter César Chávez und Dolores Huerta als „Sí se puede“ geprägt hatten.
Zum Besuch Obamas als Präsidentschaftskandidat im Juli 2008 heißt es auf der Website der Tagesschau:
„Zwei Stunden zuvor hatte Barack Obama Berlin so lange mit den zwei Worten ‚thank you‘ begrüßt, bis ihn ein Publikums-Chor mit seinem Slogan ‚Yes we can‘ unterbrach.“
Im Magazin Focus hingegen heißt es:
„Seinen Schlachtruf ‚Yes, we can!‘ ließ er ganz aus – zu groß die Gefahr, dass aus dem Publikum keine Resonanz kommt.“
Zu Obamas Slogan wurden auch deutsche Versionen in Umlauf gesetzt.
Als Cem Özdemir 2008 zum Parteichef der Grünen gewählt wurde, hieß es in Überschriften:
„Yes, we Cem.“
Im Spätherbst des gleichen Jahres wurde von Unbekannten im Internet für den hessischen SPD-Spitzenkandidaten Thorsten Schäfer-Gümbel ein hessischer Slogan im Umlauf gesetzt:
„Yo isch kann.“
Als die Marburger SPD diesen Spruch für ihren Internet-Auftritt übernahm, wurde dies jedoch von der Parteispitze missbilligt.

## Yesterday all my troubles seemed so far away.

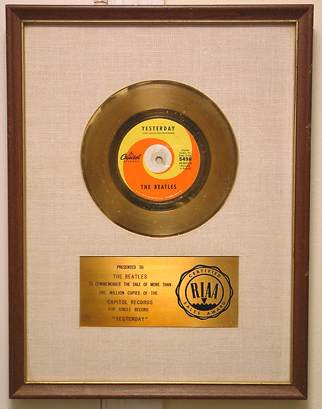
Goldene Schallplatte für Yesterday der RIAA

Yesterday ist der Titel eines 1965 von Paul McCartney geschriebenen Liedes, das von den Beatles auf dem Album Help! veröffentlicht wurde. Die melancholische Ballade gilt als der meistgespielte Song der Geschichte und beginnt mit der folgenden Strophe:
„Yesterday
All my troubles seemed so far away
Now it looks as though they’re here to stay
Oh, I believe
In yesterday“
„Gestern schienen all meine Probleme so weit weg zu sein
Jetzt scheint es als ob sie hierbleiben werden
Oh, ich glaube an gestern“
Nach eigenen Angaben wachte McCartney eines Morgens mit der kompletten Melodie des Liedes im Kopf auf. Bis zur Fertigstellung eines richtigen Textes gebrauchte McCartney einen Nonsensvers:
„Scrambled eggs, oh, my baby, how I love your legs.“
„Rühreier, oh, mein Liebling, wie liebe ich deine Beine.“
Den endgültigen Text schrieb McCartney schließlich 1965 während eines Urlaubs in Portugal.

## You’ll Never Walk Alone.

Vereinswappen des FC Liverpool

You’ll Never Walk Alone (Du wirst niemals alleine gehen.) ist ein Musik-Stück, das von Richard Rodgers und Oscar Hammerstein II im Jahr 1945 komponiert wurde. Es wurde für das Broadway-Musical Carousel geschrieben und hatte für viele, die Angehörige im Zweiten Weltkrieg hatten, eine verbindende Wirkung.
Weltweit berühmt wurde der Song im Fußball durch den Liverpooler Fan-Block, der Kop. Vor einem Spiel fiel die Soundanlage des Stadions an der Anfield Road aus, während You’ll Never Walk Alone lief. Der Fanblock intonierte das Lied selbst in voller Stärke. Seit diesem Tag wird vor Spielbeginn in Liverpool das Lied vom Publikum geschlossen angestimmt, als eine Art Hymne des Vereins. Weitere Vereine folgten diesem Beispiel.
Heute gilt es als das Fußballlied schlechthin, da es von vielen Fanblocks auf der ganzen Welt gesungen wird. Die berühmtesten Stadien, in denen das Lied gesungen wird, sind Anfield, das Heimstadion des FC Liverpool, und der Celtic Park, das Heimstadion von Celtic Glasgow.

„Walk on, walk on with hope in your heart,
And you’ll never walk alone,
You’ll never walk alone“